# Schlacht bei Wilhelmsthal
Hastenbeck – Krefeld – Sandershausen – Mehr – Lutterberg 1758 – Bergen – Minden – Gohfeld – Fulda – Korbach – Emsdorf – Warburg – Rhadern – Kloster Kampen – Langensalza – Saalfeld – Vellinghausen – Arnsberg – Wilhelmsthal – Lutterberg 1762 – Brücker Mühle

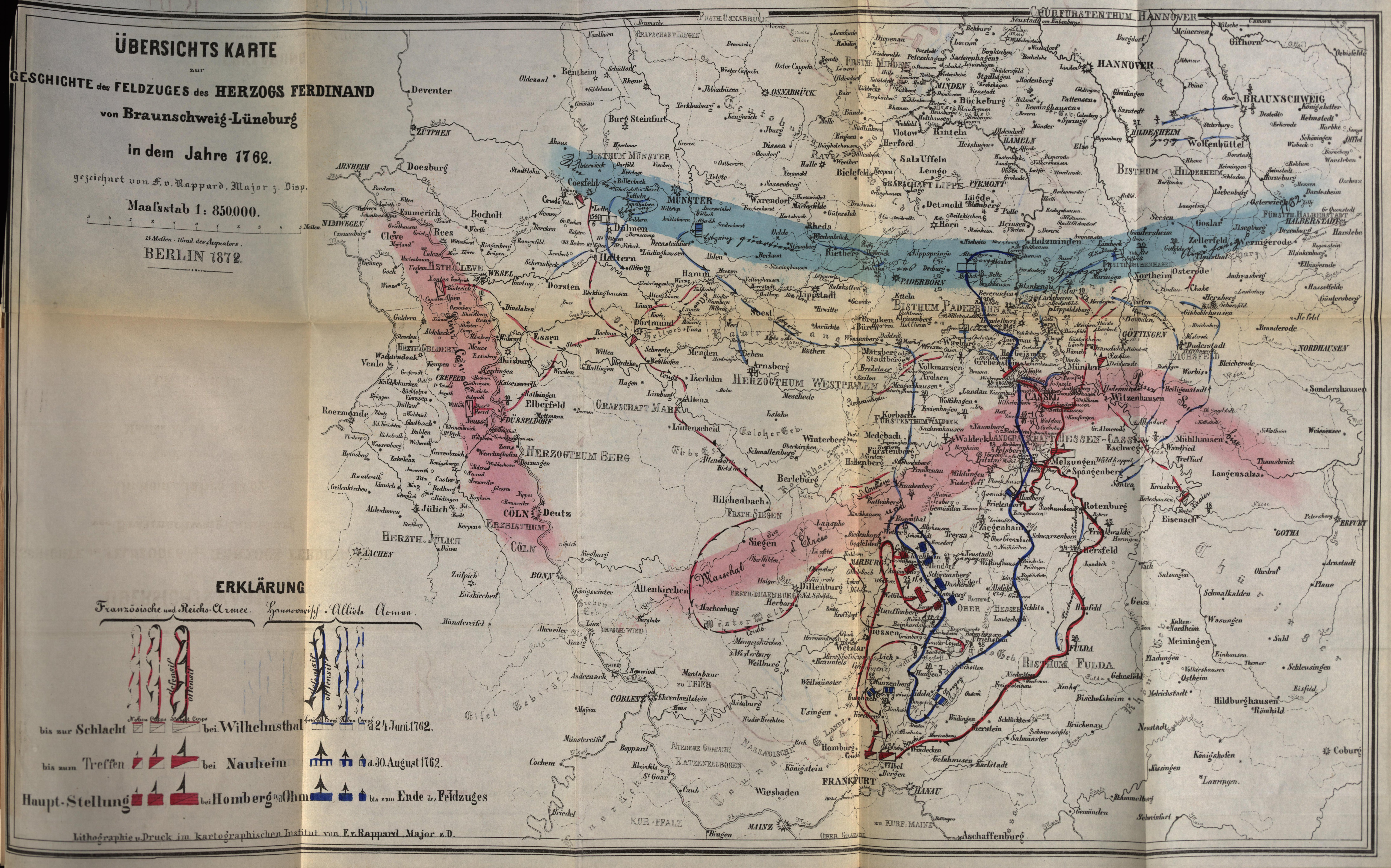
Übersicht über die Aktion von Herzog Ferdinand von Braunschweig im Jahre 1762

Die Schlacht bei Wilhelmsthal (auch Schlacht bei Grebenstein) fand am 24. Juni 1762 statt. Sie war Teil des westlichen Kriegsschauplatzes im Siebenjährigen Krieg. Benannt ist die Schlacht nach dem Schloss Wilhelmsthal, das in dieser Gegend bei Kassel in der damaligen Landgrafschaft Hessen-Kassel liegt.

## Ausgangslage
Schon früh im Krieg waren die Franzosen in das Großgebiet des Reiches bis nach Hessen-Kassel vorgedrungen. Aber alle Versuche, die Stellung auszubauen, konnten von den Alliierten vereitelt werden. Im Jahr 1761 konnte die französische Armee in der Schlacht bei Vellinghausen schwer geschlagen werden. Aber die Kräfte reichten nicht, sie zu vertreiben. Daher wollte Ferdinand von Braunschweig die Franzosen 1762 endgültig vertreiben. So sammelte er seine verstreut liegende Armee im Lager bei Brakel.

## Schlachtverlauf
Am 21. Juni errichtete er ein Lager zwischen Körbecke und den Höhen bei Teichsel. Die leichten Truppen gingen über die Diemel und begaben sich in den Reinhardswald. Sababurg wurde erobert, und der Prinz Friedrich von Braunschweig marschierte am 22. Juni nach Trendelburg.
Bereits am 20. Juni hatten die Franzosen ihre Truppen bei Kassel zusammengezogen, und am 22. Juni setzte sich die französische Armee in Richtung Diemel in Bewegung. Sie errichtete an diesem Tag ein Lager zwischen Grebenstein und Meimbressen (Meyenbrecksen). Die Reserve, unter General de Castries, stand bei Carlsdorf und lehnte sich mit dem rechten Flügel an den Reinhardswald und mit dem linken an die Höhen bei den Münchsteichen. Zur Deckung der linken Flanke der Armee besetzte Graf Stainville die Höhen längs dem Westuffelner Bach. Die Aufstellung der französischen Armee hatte den wesentlichen Fehler, dass der linke Flügel umgangen und im Rücken genommen werden konnte. Da dieser Fehler von Herzog Ferdinand bemerkt worden war, beschloss dieser, die Franzosen am 24. früh morgens anzugreifen. Nach dem von ihm entworfenen Plan ging die Hauptarmee um 4 Uhr in sieben Kolonnen zwischen Liebenau und Sielen über die Diemel. Das Corps des Generals Granby, dem befohlen worden war, den Feind im Rücken anzugreifen, passierte schon am selben Tage morgens um 2 Uhr bei Warburg die Diemel. Im französischen Lager war alles ruhig, und die Franzosen wurden erst dann alarmiert, als General Spörken von der Höhe von Hombressen aus das Feuer eröffnete. Der französische General Castries versuchte vergebens, dieses Corps über die linke oder rechte Flanke zu nehmen; beide Manöver konnten wegen des schweren Geschützfeuers nicht ausgeführt werden. Hierauf versuchten die Franzosen, ihre Position zu behaupten; als aber die Spitzen mehrerer Kolonnen auf dem Schlachtfeld erschienen, zogen sie sich nach Grebenstein zurück. Unterdessen war auch das Corps Lord Granbys über Zierenberg marschiert und dadurch dem linken französischen Flügel in die linke Flanke und in den Rücken gefallen. Während dieses Corps sich über Ehrsten und Fürstenwald näherte, stellte der Herzog seine Armee zwischen Meimbressen und Kelze auf. Erst jetzt befahl der Fürst von Soubise, dass sich die Armee in mehreren Kolonnen zurückziehen sollte. Um den Rückzug zu decken, stellte sich Graf Stainville im Wald zwischen Meyenbrecksen und Wilhelmsthal auf, worauf sich dann zwischen seinem Corps und dem Lord Granbys ein heftiges Gefecht entwickelte. Endlich, nach langer Gegenwehr, zog sich auch Graf Stainville zurück. Durch seinen langen Widerstand hatte er der französischen Armee Zeit gegeben, ihren Rückzug auf die Höhen von Tannenberg, Kratzenberg und Münchberg ohne großen Verlust fortzusetzen. Das Corps General Stainvilles wurde allerdings fast vollständig aufgerieben.
Die Alliierten nahmen 2500 Mann gefangen und eroberten zwölf Kanonen und acht Fahnen. Ihr Verlust belief sich an diesem Tage auf 150 Tote und 273 Verwundete. — Die Franzosen zählten 2000 Mann an Toten und Verwundeten.

## Folgen
Nach den Verlusten in der Schlacht bei Wilhelmsthal mussten die Franzosen sich nach Kassel zurückziehen. Dieses wurde von den Alliierten im November belagert und schließlich eingenommen. Schwerwiegender war aber die Notwendigkeit, sich aus dem Kurfürstentum Braunschweig-Lüneburg zurückziehen zu müssen und bei den Friedensverhandlungen so ein wichtiges Pfand zu verlieren. Kurfürst Georg III. war zugleich auch König von Großbritannien und Irland.